# Sangiaccato di Servia
Il sangiaccato di Servia o sangiaccato di Serviğe (in greco Σαντζάκι/Υποδιοίκησις Σερβίων?) era una provincia ottomana di secondo livello (sangiaccato/sanjak o liva) centrata sulla città di Servia (Serfiğe) nella Macedonia occidentale, nell'attuale Grecia.

## Storia
Il sangiaccato fu fondato nel 1881, dopo l'annessione greca della Tessaglia (l'allora sangiaccato di Tirhala), inizialmente come provincia indipendente, e dopo il 1889 come parte del Vilayet di Monastir.
Il sangiaccato fu conquistato dall'esercito greco nell'ottobre 1912, durante la prima guerra balcanica.

## Divisioni amministrative
Nel 1912, la provincia comprendeva sei kaza (distretti):
- Kaza di Nasliç (Voio)
- Kaza di Serfiğe (Servia)
- Kaza di NKozana (Kozani)
- Kaza di Kayalar (Ptolemaida)
- Kaza di Nasliğ (Neapoli, Kozani)
- Kaza di Grebene (Grevena)
- Kaza di Alasonya (Elassona)